# Антоніо Леон Амадор
Антоніо Леон Амадор (ісп. Antonio León Amador, 31 серпня 1910, Севілья — 11 березня 1995) — іспанський футболіст, що грав на позиції півзахисника. Також був відомим за прізвиськом Леонсіто (ісп. Leoncito).
Виступав, зокрема, за клуб «Реал Мадрид», з яким двічі ставав чемпіоном Іспанії, а також національну збірну Іспанії.

## Клубна кар'єра
У дорослому футболі дебютував 1928 року виступами за команду клубу «Культураль Леонеса», в якій провів два сезони. 
Своєю грою за цю команду привернув увагу представників тренерського штабу клубу «Реал Мадрид», до складу якого приєднався 1930 року. Відіграв за королівський клуб наступні дванадцять сезонів своєї ігрової кар'єри. В сезонах 1931/32 і 1932/33 ставав у складі «вершкових» чемпіоном Іспанії. 
Завершив професійну ігрову кар'єру у клубі «Реал Вальядолід», за команду якого виступав протягом 1942—1944 років.
Помер 11 березня 1995 року на 85-му році життя.

## Виступи за збірну
1931 року провів дві товариські гри у складі національної збірної Іспанії.
| Дата       | Місто  | Господарі | Результат | Гості   | Турнір           | Голи | Примітки |
| ---------- | ------ | --------- | --------- | ------- | ---------------- | ---- | -------- |
| 09-12-1931 | Лондон | Англія    | 7 – 1     | Іспанія | товариський матч | -    |          |
| 13-12-1931 | Дублін | Ірландія  | 0 – 5     | Іспанія | товариський матч | -    |          |
| Усього     |        | Матчів    | 2         |         | Голів            | 0    |          |

## Титули і досягнення
- Чемпіон Іспанії (2):

«Реал Мадрид»: 1932-33, 1933-34
- Володар Кубка Іспанії (3):

«Реал Мадрид»: 1934, 1936
«Севілья»: 1939